# 岡山市立馬屋下小学校
岡山市立馬屋下小学校（おかやましりつ まやしもしょうがっこう）は、岡山県岡山市北区松尾にある公立小学校。

## 概説
現在の岡山市北区一宮地域地内において1875年（明治8年）に設立された複数小学を、1890年（明治23年）に域内再編分離統合を行ったことで、それら各学校の直流を対等に汲むとされる「岡山一宮（中山）地域三小学校」（平津小学校・中山小学校・馬屋下小学校）のうちのひとつ。この3校は江戸寛文の時代（より正確には1668年（寛文8年）とされる）に当時の岡山藩によって整備された庶民学校である手習所のひとつとなる「今岡妙教寺の手習所」を自校群の共通源流として据えている。手習所制度そのものは1674年（延宝2年）に廃されるが、以降地域村内には同手習所の流れを汲む村立・私設の寺子屋が開かれ、それら複数の寺子屋がのち明治時代に至る地域小学の前身となった。同時に隣域（現在の津高香和地域）に存在した高山小学（現在の岡山市立馬屋上小学校）の傍流を汲む学校でもある。
書類上の起算の上だけでも、学制および小学校令の整備により1890年（明治23年）に驛小学校（えきしょうがっこう）として設立された、120年を超える歴史を持つ小学校である。学制整備のために設立された小学校であるため本来の設立者は当時の馬屋下村そのものであるが、小学校設立当時に取りまとめ役として最初の訓導をたった一人で務めた今井芳太郎を設立者として扱う。かつての校名に使用された驛（ないしは現在の校名である馬屋下）の名は、かつて本地の近隣に古代山陽道津高駅の駅家（馬屋）が置かれていたことに由来する。
近年、特に平成に入ってより、岡山市立桃丘小学校の分離や、地域の少子高齢化の影響を受けて、1学年1クラスというレベルにまで児童数が激減している。

### シンボル
シンボルとして下向き三角（▽）の上に上向き三角（△）を重ねた六芒星の真ん中に「馬」の角部を丸くした崩し文字を配した校章を使用している。また「馬」字が描かれている上向き三角は薄墨色で塗られている。なお、どちらの三角が濃いかは時代によって表記が異なっている場合がある。また校章に六芒星を掲げたのは馬屋下小学校の学区地域を構成する大字が「大窪」「松尾」「福谷」「長野」「横尾」「芳賀(下芳賀)」の6箇所であることに由来し、これらの地域の発展と、この6箇所を出自とする子どもたちが星のように輝ける人生を送れるように、とする願いを示す。
なお上記した現在のシンボルが制定されたのは戦後のことであり、1926年（大正15年）の馬屋下尋常高等小学校改称当時より戦前および戦中に使用された校章は五弁の桜花の中央に現在の六芒星校章にも使われている馬の崩し文字が配されているものである。子どもたちの人生が美しく花開くことを意識したものとされる。さらに驛尋常小学校時代の校章は五弁の桜花の上に五芒星を重ね、その中心となる房部に円形印状にレイアウトした「驛」の崩し文字を配していた。

### 周辺
設立当初は現在の地ではなく、その北側にそびえる小高い丘である飯盛山（いいもりやま）の中腹に在した。そのため馬屋下小学校の校歌には、この山の存在が謳われている。
周辺は一宮地域の中でもコメと葡萄および白桃の栽培が盛んな地域である。かつては周辺農家の子が通い、卒業後に自家を継いで、その子どもがまた通うという、典型的な農村の小学校であった。が、近年は少子高齢化の影響および地域の岡山市中心部へのベッドタウン化が進み、そうとも言い切れない状況にある。一方で、その名残として小学校近隣の田畑を学校で借り受け「まやしもっこ農園」と名付け、児童たちが周辺地域の住民の指導を受けながら田畑の管理を行い、田植え・稲刈り・収穫祭までの一連の行事を学ぶ、総合学習などが行われている。
横尾および福谷奥地の子どもには、現地が山間であることから中鉄バス大窪経由稲荷山線による大窪停留所までの路線バス通学が許可されていたが、2004年12月31日をもっての同路線の廃止に伴い、地域保護者による団体送迎許可に対応が切り替わっている。

## 沿革

### 前史
- 1668年（寛文8年）- 岡山藩により手習所制度が施行。津高郡馬屋郷の南部域（現在の一宮地域）では大字今岡に在した妙教寺に手習所が設置された。（妙教寺の手習所）
- 1674年（延宝2年）- 手習所制度廃止。岡山藩の機関としての手習所は廃されるが、のち馬屋郷内にこれの流れを継ぎ汲む村立・私設の手習所（寺子屋）が設立・普及する。
- 1872年（明治5年）- 学制の発布により地域寺子屋の統廃合が開始される。
- 1875年（明治8年）- 馬屋下村内に芳賀小学と長野小学と大善小学が成立。（平津村楢津内に平津小学、一宮村辛川市場内に中山小学が、それぞれ成立）
- 1887年（明治20年）- 大善小学と長野小学と中山小学が統合し(新)中山小学が成立、大善小学および長野小学は中山小学の分教場となる。
- 1889年（明治22年）- 第一次小学校令を受けて津高郡内三箇村（一宮村、平津村、馬屋下村）内の私設寺子屋や字（部落）小学の再編成が行われる。
- 1890年（明治23年）初頭 - 大善分教場と長野分教場が統合して中山小学より分離独立し(新)大善小学に、芳賀小学（芳賀側）が分立して(新)芳賀小学に、芳賀小学（佐山側）と平津小学が統合して(新)平津小学となる。

### 驛小学校 以降

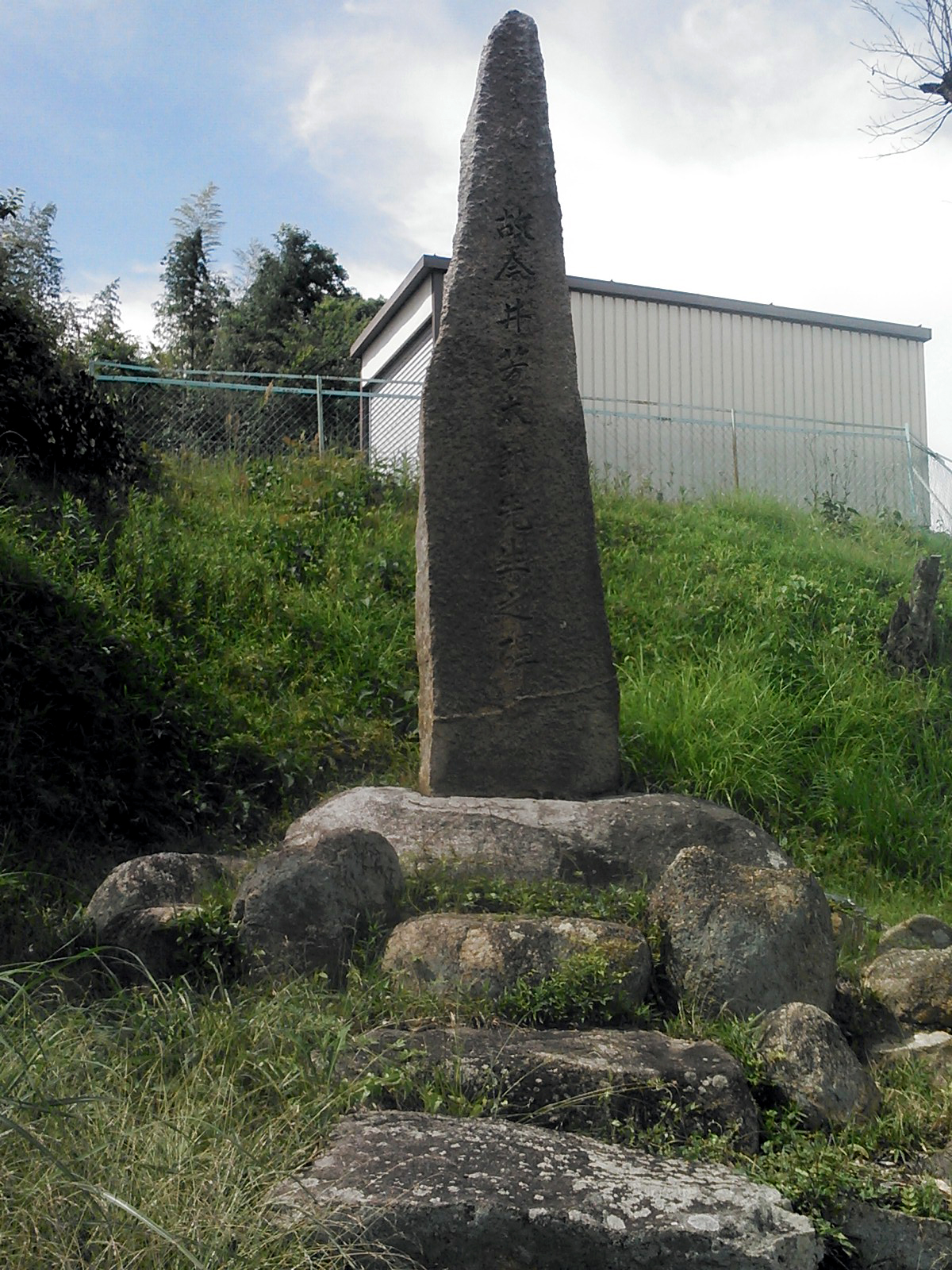
今井芳太郎校長 顕彰碑

- 1890年（明治23年）4月 - 大善小学と芳賀小学が統合され、馬屋下村大窪[11]に驛小学校として設立。（旧来の設立起点はここに定められていた）
- 1893年（明治26年）4月 - 校名を驛尋常小学校とする。（現在の設立起点はここに定められている）
- 1900年（明治33年）4月 - 津高郡と御野郡が合併し御津郡になり、馬屋下村の帰属郡が変更となる。経営主体は変わらず。
- 1901年（明治34年）9月 - 横尾分教場が開校。横尾地域が高山尋常小学校区から驛尋常小学校区へと分離併合される。
- 1902年（明治35年）6月 - 新校舎完成。大窪から松尾[12]へ移転。
- 1914年（大正3年）4月 - 高等科設立。驛尋常高等小学校（えきじんじょうこうとうしょうがっこう）となる。
- 1926年（大正15年）7月 - 校名を馬屋下尋常高等小学校（まやしもじんじょうこうとうしょうがっこう）に改称。
- 1941年（昭和16年）4月 - 国民学校化。馬屋下国民学校（まやしもこくみんがっこう）に改称。
- 1947年（昭和22年）4月 - 学制改革に伴い、馬屋下小学校（まやしもしょうがっこう）となる。
- 1952年（昭和27年）4月 - 一宮町設立（周辺町村合併）準備のため、一時的に一宮村外二ヶ村学校組合立馬屋下小学校（いちのみやそんほかにかそんがっこうくみあいりつまやしもしょうがっこう）[1]に改称。経営が村から学校組合に移管。
- 1955年（昭和30年）4月 - 一宮町の合併が成立。一宮町立馬屋下小学校（いちのみやちょうりつまやしもしょうがっこう）に改称。経営が学校組合から一宮町に移管。
- 1970年（昭和45年）3月 - 横尾分校を本校に統合。（横尾分校廃止）
- 1971年（昭和46年）1月 - 一宮町が岡山市に編入。経営が一宮町から岡山市に移管。現校名である岡山市立馬屋下小学校（おかやましりつまやしもしょうがっこう）に改称される。
- 1978年（昭和53年）8月 - 3代目（現行）校舎がプール込みで完成。現在の土地へ移転。
- 1979年（昭和54年）1月 - 現在の体育館が完成。これをもって現行の設備が全て整う。翌月、新校舎完成記念式典。
- 1989年（平成元年）- 驛小学校より創立百周年。
- 1990年（平成2年）4月 - 岡山市立桃丘小学校が完成し、学区分離が行われる。
- 1994年（平成6年）9月 - 運動場を拡張[13]する。
- 2004年（平成16年）12月 - 中鉄バス大窪経由稲荷山線の廃止。バス通学対象児童の通学を保護者による送迎許可に切り替え。
- 2007年（平成19年）7月 - コミュニティ・スクール指定を受ける。

## 教育目標

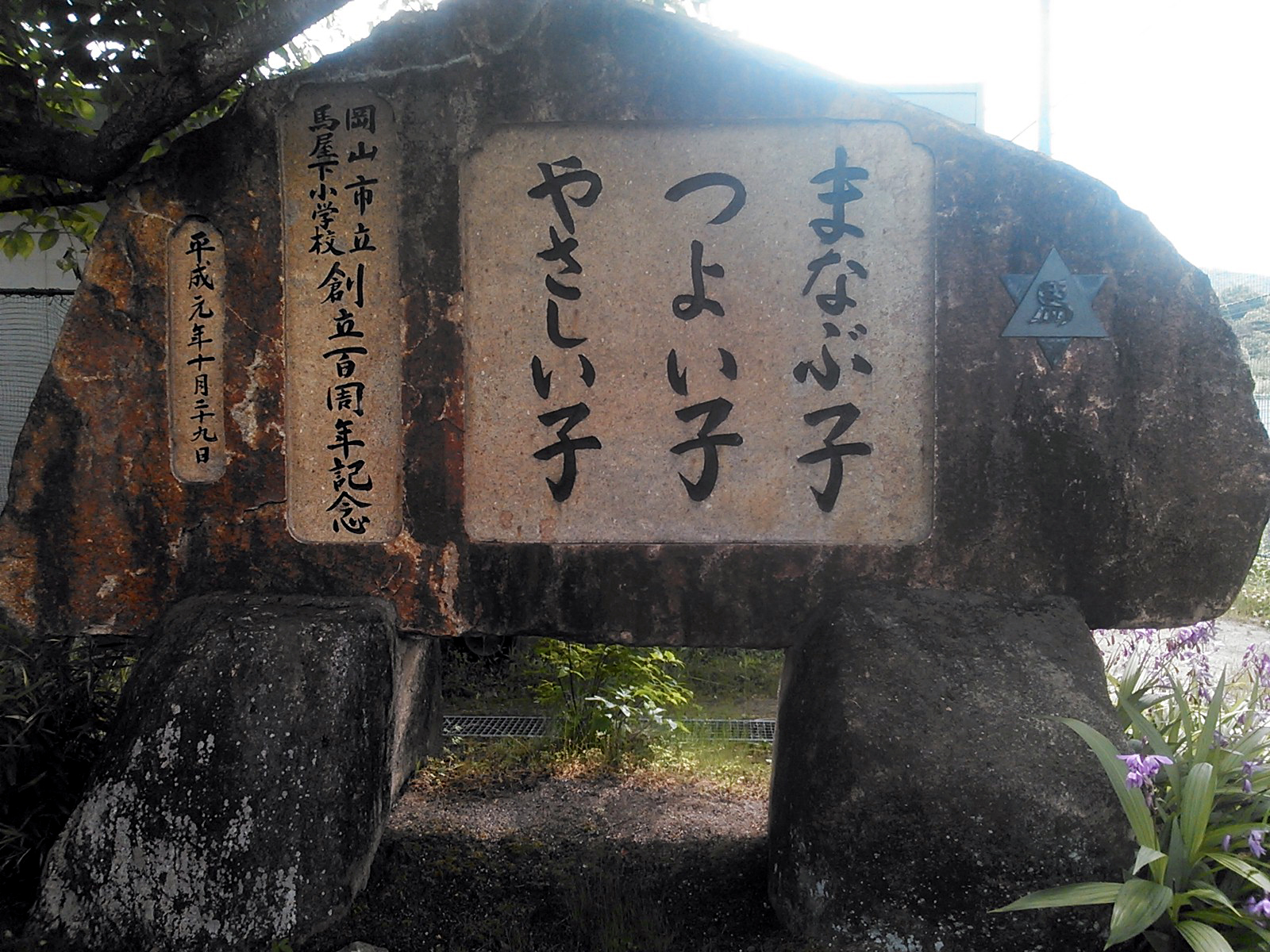
教育学習目標碑。1989年設立。
校章も掲げられている

※時代によって教育目標が推移しているため、時において複数の目標が掲げられていることがある。
- 一.言語ヲ慎メ 二.行ヲ慎メ 三.正直ニセヨ 四.自分ノ事ハ自分デセヨ 五.他人ノ為ニツクセ - 1908年（明治41年）に今井芳太郎校長によって掲げられた最初の校訓[14]
- 自主自立
- 自ら進んで
- まなぶ子、つよい子、やさしい子[15]
- 人間尊重の精神を基調として知・徳・体の調和のとれた人間性豊かな子どもを育成する[15]
- 地域協働で自立心に富み人間性豊かな子どもを育成する
- 進んで学び、笑顔であいさつ、みんなのために働く子

## 主な進学先
- 岡山市立中山中学校

## 隣接学区の小学校
※太字3校は中学区を同じくしており、これら各校と本校の出身者は中学受験を行わない限りは、同じ進学先に進むことになる。
- 岡山市立中山小学校
- 岡山市立平津小学校
- 岡山市立桃丘小学校

- 岡山市立馬屋上小学校 - 隣の中学校区である岡山市立香和中学校区内の小学校
- 岡山市立蛍明小学校 - 隣の中学校区である岡山市立足守中学校区内の小学校
- 岡山市立足守小学校 - 隣の中学校区である岡山市立足守中学校区内の小学校
- 岡山市立庄内小学校 - 隣の中学校区である岡山市立高松中学校区内の小学校

## アクセス
- 中鉄バス 大窪経由芳賀佐山団地線 松尾停留所で下車。西に徒歩3分。(約200m)
- 山陽自動車道吉備スマートインターチェンジより自動車で北へ約10分（約850m）
- JR西日本岡山支社管内吉備線備前一宮駅下車、自動車で北へ約15分。(3km)
- 岡山空港から自動車で南へ約20分(約12km)

### 一般道路
- 岡山県道61号妹尾御津線を大窪交差点にて東折し岡山県道239号上芳賀大窪線を500m直進。

## 出身者
- 白神宏佑 (卓球指導者、元卓球選手。2000年日中韓卓球大会日本代表。岡山リベッツ監督)[16]